# Alexander Hood (1758-1798)
Pour les articles homonymes, voir Alexander Hood et Hood.
Pour son cousin, l'amiral Hood, voir Alexander Hood, 1er vicomte Bridport.
Alexander Hood (23 avril 1758 - 2 avril 1798) est un officier de marine britannique du XVIIIe siècle. Il sert dans la Royal Navy, et s'y distingue comme plusieurs des membres de la famille Hood.

## Biographie
Il entre dans la Royal Navy en 1767, il accompagne le capitaine James Cook lors de son second voyage d'exploration entre 1772 et 1775,. Pendant la guerre d'indépendance des États-Unis, il sert sous les ordres de amiraux Howe et George Rodney, il se distingue dans les Indes occidentales, et en juillet 1781 il est promu au grade de captain. Peu après, il reçoit le commandement du vaisseau de deuxième rang de 98 canons, le HMS Barfleur. Il n'était pas rare que de jeunes capitaines reçoivent le commandement de gros vaisseaux si ce vaisseau était le navire amiral d'un amiral expérimenté, qui pouvait garder un œil sur ce jeune capitaine. Dans ce cas, le Barfleur était le vaisseau amiral de son cousin, l'amiral Sir Samuel Hood. Le 5 septembre, Alexander Hood commande le Barfleur à la bataille de la baie de Chesapeake, où il est le vaisseau amiral dans l'avant-garde de la flotte de Thomas Graves. À la bataille des Saintes, le 12 avril 1782, Hood est cette fois au commandement d'une des frégates placées sous les ordres de Rodney. Plus tard, alors qu'il est à nouveau sous les ordres de son frère, il se dirige vers le passage Mona, où il capture la corvette Céres. Hood devient un ami proche du commandant de la prise, le baron de Peroy, et pendant la paix de 1783-1792 il rend une longue visite en France à son ancien prisonnier. Il épouse Elizabeth Periam le 11 juillet 1792.
Au début des guerres de la Révolution française, sa santé défaillante l'oblige à rester chez lui et il ne reprend pratiquement pas la mer jusqu'en 1797. Son retour est marqué par un incident ; son vaisseau le Mars, 3e rang de 74 canons, est impliqué dans la mutinerie de Spithead.
Le 2 avril 1798, le Mars combat le vaisseau français L'Hercule au crépuscule au large de la pointe du Raz. L'Hercule tente de s'échapper à travers le passage du Raz mais la marée l'entrainant dans la mauvaise direction, il est obligé de jeter l'ancre, offrant à Hood la chance d'attaquer le vaisseau français. Les deux vaisseaux étaient de force égale, tous deux de 74 canons, mais L'Hercule était un vaisseau neuf, lancé en 1798. Après une heure et demie d'un sanglant combat rapproché, le vaisseau français amène son pavillon, ayant perdu quelque 300 hommes à son bord. À bord du Mars 31 hommes sont tués et 60 blessés. Parmi les victimes, le capitaine Hood est mortellement blessé à la cuisse Selon les récits anglais, il meurt juste après avoir reçu l'épée du capitaine L'Hériter en signe de reddition.
Une des maisons de la Royal Hospital School, Suffolk, a été nommé en son honneur.

## Sources et bibliographie
- William James, Naval History of Great Britain, 1793-1827.
- (en) « Alexander Hood (1758-1798) », dans Encyclopædia Britannica [détail de l’édition], 1911 (lire sur Wikisource).